# Les Hortasses
Les Hortasses – miejscowość w Hiszpanii, w Katalonii, w prowincji Tarragona, w comarce Alt Camp, w gminie La Riba.
Według danych INE z 2005 roku miejscowość zamieszkiwały 22 osoby.